# Chega de saudade
Chega de saudade è una canzone composta da Vinícius de Moraes e Antônio Carlos Jobim. Portata al successo da João Gilberto con Bim-bom sul lato B del 78 giri, è considerata il brano che ha dato inizio e ha ufficializzato il genere della bossa nova brasiliana.

## Descrizione
Chega de saudade nacque dapprima come creazione musicale. Tom Jobim si trovava temporaneamente a Poço Fundo dove era andato a trovare i genitori, e là sentì un giorno una ragazza al servizio della madre intonare il motivo di uno choro molto complicato mentre puliva il pavimento. Rimastone impressionato, accompagnandosi con la chitarra abbozzò una struttura melodica che si rifaceva a uno chorinho, e al suo ritorno a Rio de Janeiro chiese a Vinícius De Moraes, con cui era legato da un fertile sodalizio artistico, di scrivere un testo che si adattasse alla musica. In attesa di perfezionamento la canzone fu accantonata finché dopo più di un anno venne casualmente ripescata in un incontro fra il musicista e João Gilberto, e trovò posto nell’album di Elizete Cardoso Cancão do amor demais.
Chega de saudade aveva riscosso il plauso di tutto il Brasile e dei paesi d’Oltreoceano. Conteneva una serie di motivi dalle linee melodiche e armoniche che ricordavano quelle dei "tunes" appartenenti al repertorio del jazz moderno, sostenute da un ritmo assimilabile a quello del samba ma più scorrevole (otto colpi fondamentali per battuta, più vari accenti in controtempo) e soave.
La canzone del 1958, storicamente il primo samba della bossa nova, rappresentava il manifesto di un nuovo modo di vivere e di esprimere questo sentimento.

## Successo commerciale
Ben prima della pubblicazione del brano su vinile, a Rio de Janeiro nella cerchia ristretta degli appassionati circolavano dei nastri amatoriali in cui João Gilberto si esibiva in alcune esecuzioni vocali e strumentali fra le quali Chega de saudade. Gli ascoltatori rimanevano ipnotizzati dalla innovativa batida introdotta da Gilberto che consisteva in una nuova tecnica di scandire il ritmo con la chitarra, e facevano a gara per imparare a riprodurla, magari aiutati da strumentisti più esperti come Roberto Menescal e Carlos Lyra.
La prima apparizione ufficiale del motivo ebbe luogo nel disco di Elizete Cardoso Canção do amor demais, pubblicato nel maggio 1958, e in quell’occasione Gilberto accompagnava la cantante alla chitarra in due brani, Chega de saudade e Outra vez. L’album della Cardoso passò inosservato, anche per l’irrilevanza sul mercato della casa discografica che distribuiva il disco. Infine, a luglio del 1958, nel corso di tempestose sedute in sala di registrazione, la composizione fu incisa su disco anche da João Gilberto. Inizialmente l’accoglienza fu tiepida a causa dei rari passaggi radiofonici, perciò si decise per un lancio in grande stile sul mercato di San Paolo, fra le perplessità della dirigenza paulista della casa discografica Odeon che riteneva la canzone non adatta ai gusti musicali correnti. Smentendo le riserve il disco si piazzò al primo posto nelle vendite e, spinto dalle telefonate degli ascoltatori, il brano divenne prima la sigla di un programma radiofonico musicale molto popolare a San Paolo e sull’onda del successo fu poi eseguito da Gilberto in una trasmissione televisiva assai seguita a Rio. Negli ultimi cinque mesi del 1958 il 78 giri fu venduto in 15 000 copie, e secondo alcune stime il disco ha venduto più di mezzo milione di copie nel solo Brasile.
Il titolo del brano (in portoghese Basta nostalgia, in inglese è stato tradotto No More Blues) fu scelto da Vinícius de Moraes ricorrendo ad un verso di João Gilberto.

## Reinterpretazioni
Il brano divenne presto molto popolare anche oltre i confini brasiliani, meritando l’attenzione di artisti famosi e trovando posto nei loro album. Le incisioni più rilevanti sono le seguenti:
- Elizete Cardoso - Canção do amor demais (LP Festa, 1958)
- João Gilberto - Chega de saudade (LP Odeon, 1959)
- Stan Getz - Big Band Bossa Nova (LP Verve Records, 1962)
- Quincy Jones - Big Band Bossa Nova (LP Mercury Records, 1962)
- Antônio Carlos Jobim - The Composer of Desafinado, Plays (LP Verve Records, 1963)
- Mina - Stessa spiaggia, stesso mare (LP Italdisc, 1963) con testo italiano di Giorgio Calabrese
- Toquinho & Vinícius de Moraes - O Poeta e o Violão (LP RGE, 1975)
- Joe Henderson - Double Rainbow: the Music of Antonio Carlos Jobim  (CD Verve, 1994)
- Irio De Paula - Irio De Paula convida Gianni Basso - Mais Uma... para A. C. Jobim (CD Philology, 2007)
- Eliane Elias - Bossa Nova Stories (CD EMI, 2008)
- Gary Burton - Alone at Last (Atlantic, 1972)
- Jimmy Rosenberg - Trio CD (Hot Club Records, 2004)